# Puput africana
La puput africana (Upupa africana) és una espècie de la família dels upúpids (Upupidae) segons la classificació del Congrés Ornitològic Internacional (versió 7.3, 2017), si bé altres autors la consideren una subespècie de la puput comuna (Upupa epops). Es troba des de la República Democràtica del Congo fins a Kenya i Sud-àfrica.